# Eulalio Gutiérrez Treviño
Eulalio Gutiérrez Treviño (Saltillo, Coahuila; 23 de octubre de 1916-Ibídem; 14 de enero de 1977) fue un agricultor, ganadero, empresario y político mexicano, miembro del Partido Revolucionario Institucional.

## Biografía
Nació en Saltillo, Coahuila, el 23 de octubre de 1916. Sus padres fueron el general Eulalio Gutiérrez Ortiz, Presidente interino de la República de 1914 a 1915 y Petra Treviño de Gutiérrez. La educación primaria y secundaria las cursó en su lugar natal. Ingeniero agrónomo egresado de la Escuela Superior de Agricultura Antonio Narro (ESAAN). Se casó con la maestra Margarita Talamás, Fue Padre de sus hijos Mario Eulalio, Jaime Luis, Margarita Leticia, Patricia, Javier, Magdalena, Corina María, Martha Elisa, Bettina, Norma Estela y Haroldo.
Gerente de la Cía Minera Noche Buena. Director de Negociación Minera Eulalio Gutiérrez y de Constructora Gutiérrez. Participó en tareas de investigación agropecuaria coordinado con su alma mater. Presidente del patronato de la escuela Constituyentes.
Presidente municipal de Saltillo (1957 – 1959). Donó su sueldo de alcalde a favor de la educación. La actuación al frente del ayuntamiento fue reconocida por la comunidad que lo apoyó para senador de la República (1964 – 1969). 
Presidió en el Senado la Comisión de Administración.

## Gobernador de Coahuila
Gobernador Constitucional de Coahuila (1969 – 1975). Firmó como gobernante varios acuerdos trascendentales para la vida del Estado: en 1973 se tuvo el primer concordato fiscal con la Federación en el cual también los municipios se beneficiaban habiendo dispuesto entregar a los ayuntamientos el 45% de los arbitrios que le correspondían al Estado y además logró un convenio con la SEP para que ésta absorbiera los incrementos de las plazas de maestros con cargo a los ayuntamientos de la entidad, evitando gravar más este rubro, a cambio de que Estado y municipios participaran con el 50% del costo del programa federal de construcción de escuelas. Inició y concluyó una red de carreteras en el desierto con más de 1 000 km de extensión. Su obra de gobierno, con el más auténtico sentido social, se dirigió a mejorar las condiciones del campo coahuilense no existiendo pueblo, congregación, ejido o rancho que no recibiera apoyos oportunos. Los 38 ayuntamientos del Estado fueron impulsados con programas de mejoramiento general, destacando el auxilio a las colonias populares. Construyó, con el apoyo general, la doble vía de la carretera Saltillo – Monterrey. Edificó y con ayuda de la Secretaría de Educación Pública fundó 22 escuelas secundarias técnico agropecuarias y expidió el Estatuto Jurídico de los Trabajadores al Servicio del Estado. En 1973 mandó a construir el Estadio Monclova. Impulsó la atención a la educación especial y el fortalecimiento de la familia. Lo caracterizó una formación nacionalista. Falleció el 14 de enero de 1977 en Saltillo.